# Segmentna zapornica
Segmentna zapornica ili radijalna zapornica najčešće se koriste kao zapornica na preljevima većih brana. Zatvaraju površine do 560 m2. Raspon može biti od 15 do 40 m, a visina od 12 do 18 m. Najveća segmentna zapornice je izvedena s dužinom 56 m i visinom 22,5 m. Na bokovima se nalaze limovi koji omogućuju klizanje zapornice. Brtvljenje se izvodi na bokovima i na dnu korištenjem gumenih traka (klize obično po nehrđajućem čeliku).
Težnja da se izbjegne trenje klizanja ili kotrljanja pri radu s pločastim zapornicama, dovela je do konstrukcije segmentnih zapornica, koje se kreću oko vodoravne osovine, a uspor vrše pomoću kružno ili cilindrično zakrivljenih čeličnih ploča, s potrebnim ukrućenjima. Tijelo segmentnih zapornica naliježe na dvije poluge, koje preko okretnog zgloba prenose sile na oslonce. Kako je segmentna zapornica kružnog oblika, hidrostatički tlak prolazi kroz točku okretanja, čime se izbjegava okretni moment pri podizanju zapornice.
Preko segmentnih zapornica ne dopušta se prelijevanje, nego voda ističe ispod zapornice. Za podizanje je potrebna manja sila nego kod pločastih zapornica, pa su segmentne zapornice ekonomičnije za visoke tlakove. Velika je prednost tih zapornica da su ležajevi smješteni iznad razine vode i uvijek dostupni, ali je nedostatak što su okretni zglobovi jako opterećeni, pa o njihovoj kvaliteti ovisi trajnost zapornice. 
Za finu regulaciju na segmentnoj zapornici može se izvesti zaklopka, koja omogućuje prepuštanje plutajućih elemenata, leda, granja i slično. Opterećenje hidrostatičkog tlaka prenosi se preko uzvodne površine, te krakova na oslonce.

## Prednosti i nedostaci

### Prednosti segmentne zapornice
Prednosti segmentne zapornice su:
- zbog kružnog oblika vanjske površine zapornice (prema vodi), krutost zapornice je velika, pa se teško vitoperi, manje je podložna vibracijama i zahtijeva manje materijala od pločastih zapornica.
- nema utora u stupovima po liniji kontakta sa zapornicom, čime se poboljšava strujna slika i izbjegava mogućnost zatrpavanja utora nanosom ili plovećim objektima.
- tijelo segmentne zapornice predstavlja puno povoljniju strujnu konturu od donjeg brida pločaste zapornice, pa je istjecanje pri manjim otvorima stabilnije (nego kod pločastih zapornica)
- za podizanje zapornice potrebne su relativno male sile (u odnosu na pločaste zapornice)
- nije potrebna visoka konstrukcija za podizanje zapornice

### Nedostaci segmentne zapornice
Nedostaci segmentne zapornice su:
- velika koncentracija naprezanja u okolini oslonca, obično zahtijeva prednaprezanje i složenu skupu konstrukciju stupova
- konstrukcija same zapornice i ležišta je složena
- kraci zapornice zahtijevaju znatno duže stupove nego kod pločastih zapornica[5]

## Zanimljivosti
Samo na gornjem toku rijeke Mississippi ima 321 segmentna zapornica, dok na rijeci Columbia ih ima 195.